# Val Fiscalina
Le val Fiscalina (Fischleintal en allemand) est une petite vallée de 4,5 km de long au Tyrol du Sud, qui part du village de Sesto dans la vallée homonyme et permet d'accéder au parc naturel des Tre Cime. Prisée par les randonneurs, de nombreux sentiers serpentent dans le vallée pour ensuite s'élever vers la Croda Rossa di Sesto, la Crode Fiscaline, la Cima dei Tre Scarperi, les Tre Cime di Lavaredo, la Croda dei Toni, la Cima Undici et autres.
La route d'accès à la vallée s'arrête peu après le village de Moso (Moos), un hameau de Sesto, précisément au parking situé près de l'hôtel Dolomitenhof, à une altitude de 1 454 mètres.

## Toponymie
Le nom Fischlein est l'ancienne germanisation (adaptation phonétique) de Uiscalina, lieu de pâturage alpin, et est déjà attesté au Xe siècle.

## Glissement de terrain
Le 12 octobre 2007, à 9 h 34, un glissement de terrain de grande ampleur s'est produit sur la Cima Una (Einserkogel, 2 698 m), avec des estimations allant de 60 000 à 150 000 m3 de roche. La chute de la dalle, qui mesurait 100 m de haut, 30 de large et 10 de profondeur n'a pas fait de victimes ni de blessés, mais un gros nuage de poussière et de débris a recouvert la zone. En termes géologiques, cependant, il s'agit d'un glissement de terrain aux proportions modestes.

## Ski de fond
La boucle qui atteint le fond de la vallée (1 550 m) part de l'hôtel Dolomitenhof. La piste est reliée à celle qui monte de San Candido en passant par San Vito (St. Veit) et Moso (Moos).

## Refuges
- Refuge Fondo Valle
- Refuge Antonio Locatelli
- Refuge de Zsigmondy-Comici
- Refuge de Pian di Cengia

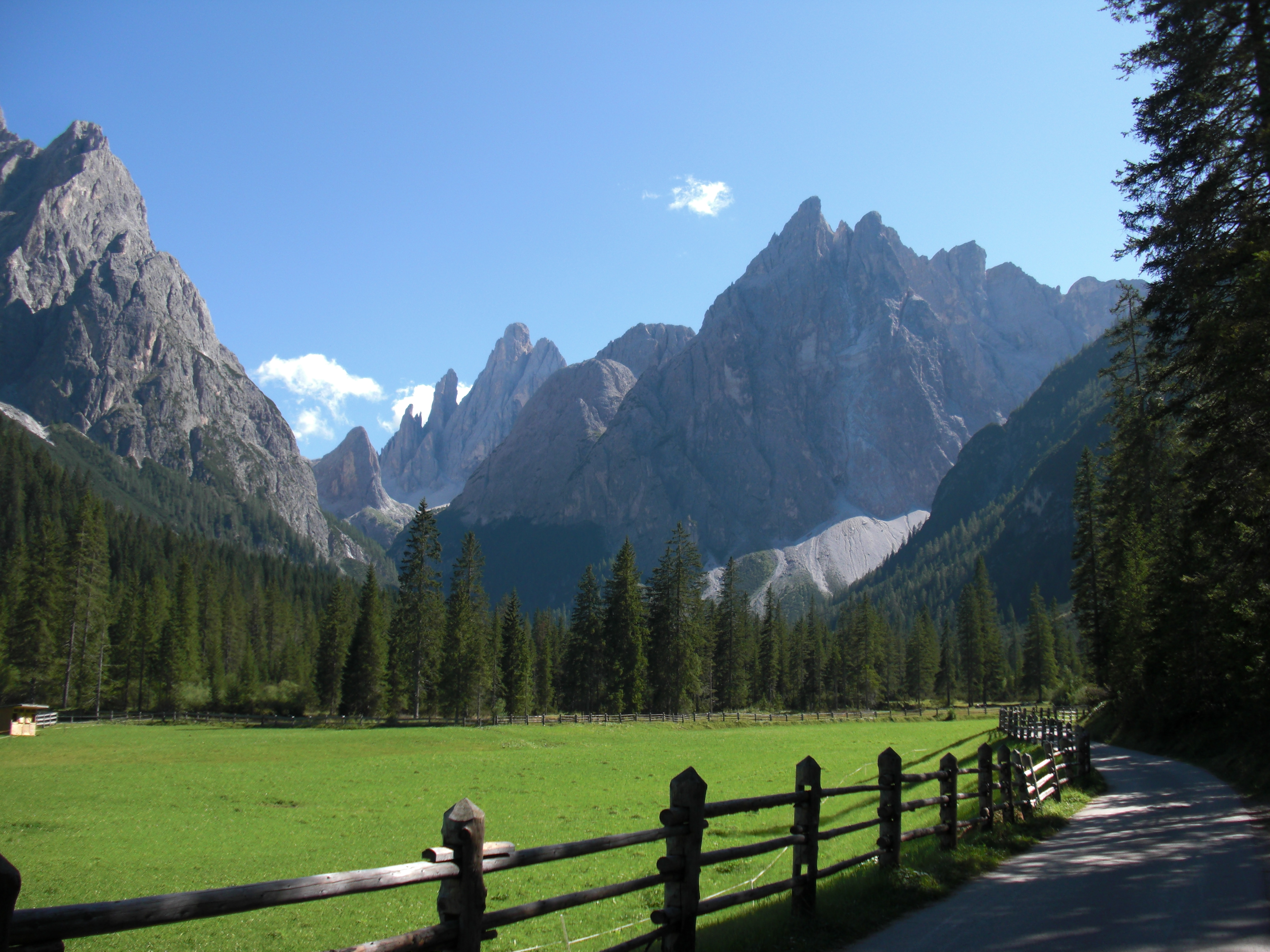
La Croda dei Toni et la Cima Una entourent le val Fiscalina.
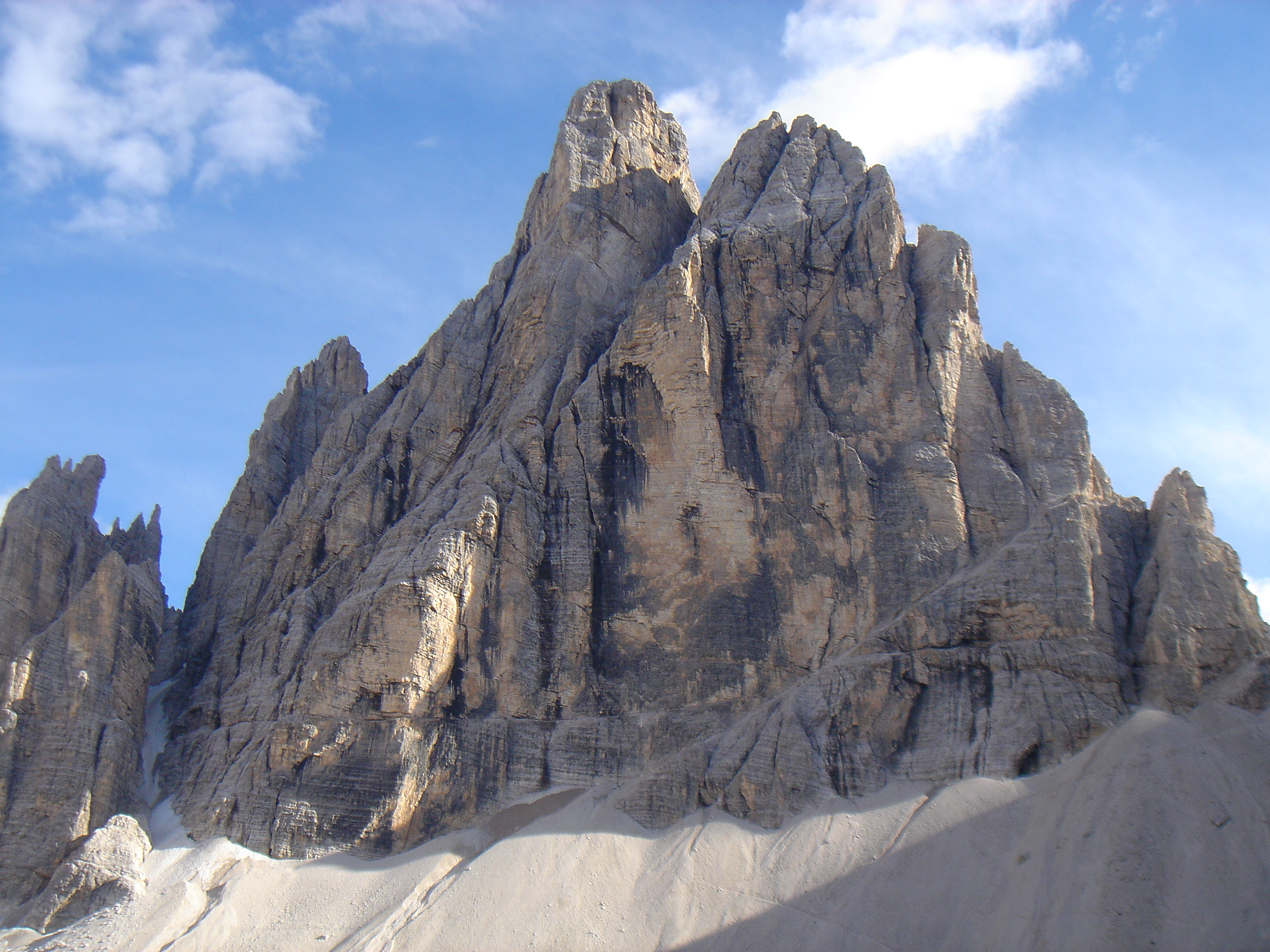
Cima Dodici ou Croda dei Toni depuis le val Fiscalina.